# Elio Vittorini
  Elio Vittorini    (Siracusa, 23 de juliol de 1908 - Milà, 12 de febrer de 1966) fou un escriptor, polític, editor, traductor i crític italià.

## Biografia
Elio Vittorini va néixer a Siracusa, Sicilia (Itàlia) el 23 de juliol de 1908, fill de Lucía Sgandurra i Sebastiano Vittorini, va ser el primer de quatre germans. El seu pare era ferroviari fet que va marcar tota la vida d'Elio, tant en les seves vivències personals com en la seva obra literària on hi es present l'encant del tren i dels viatges.
El 1921 es fuga per primer cop de casa i el 1922 va entrar en contacte amb un grup d'anarquistes de Siracusa que lluitaven contra l'esquadra feixista, el 1924 aquest fet el fa que hagi d'interrompre els estudis tècnics als quals els seus pares l'havien destinat. Amb disset anys, va decidir abandonar Sicília permanentment i es va instal·lar a Gorizia, on va trobar feina en una empresa constructora.
El 10 de setembre de 1927, va casar-se amb Rosa Quasimodo, la germana del famós poeta Salvatore Quasimodo,(futur Premi Nobel de Literatura de l'any 1959), i marxa a viure a la regió de Friuli.
El 1929 comença la seva col·laboració a la revista "Solaria" i a "L'Itàlia letteraria" publica un article "Scarico di Conscienza" on denuncia el provincianisme de la literatura italiana i la necessitat d'obrir-se a les influències de les literatures estrangeres.
El 1930 es trasl·lada a Florència on treballa com a corrector de proves a "La Nazione". i s'incorpora com a secretari de redacció de la revista "Solaria" de l'editor Giansiro Ferrada. Comença a ser considerat "un escriptor que tendeix a ser antifeixista" i es converteix en un "solaria" que en els cercles literaris de l'època, era paraula que significava antifeixista, pro-europeu, universalista, antitradicionalista.
1942: Inicia la col·laboració amb el Partit Comunista Italià clandestí i a l'any següent es arrestat (del 28 de juliol a finals de setembre a la presó de Vittore).
Va participar al Grup d'Estudis Marxistes, grup de reflexió força allunyat de l’ortodòxia comunista, i que va reunir, a més de Marguerite Duras i Dyonis Mascolo, personalitats com Edgar Morin, Claude Roy, Robert Antelme o, més ocasionalment, Georges Bataille.
L'any 1960 es va presentar en la llista del PSI en les eleccions a la Comuna de Milà. Va ser escollit però va dimitir molt aviat.
Va morir el 12 de febrer de 1966 a la seva casa de Milà.

### Museo Novecento
A la tercera planta del Museo Novecento de Florència hi ha una sala dedicada al llegat del pintor italià Ottone Rosai, on destaca una sèrie de retrats dins la col·lecció "Tondini e degli Amici". Retrats fets entre 1939 i 1943 d'amics que com el pintor freqüentaven el cafè florentí Le Giubbe Rose. Entre els retrats hi ha la presència de Elio Vittorini, al costat de Eugenio Montale, Giorgio de Chirico i altres artistes del moment.

## Obra

### Activitat com a editor

#### Per l'editorial Einaudi[2]
1945-1947: Fundador i director de la revista politico-cultural "Il Politecnico", que va tancar la degut a la controvèrsia amb Palmiro Togliatti un dels fundadors del Partit Comunista Italià.
1950: Edició de "L'Orlando furioso"
1951: Inicia la sèrie editorial "I gettoni".
1952: Prepara una edició de "Le Commedie" de Carlo Goldoni.
1959: Conjuntament amb Italo Calvino dirigeix la revista-col·lecció "Il Menabò di letteratura" 
1963: Dirigeix "Nuovo Politecnico"
1965: Prepara per Einaudi una nova col·lecció: "Nuovo politecnico", amb l'obra "Rapporto da un villaggio cinese" de J. Myrdal.

#### Per l'editorial Mondadori
1960: Dirigeix la col·lecció "La Medusa"
1963: Dirigeix una col·lecció sobre nous escriptors estrangers

#### Per l'editorial Bompiani
1938: Comença a col·laborar amb aquesta editorial a Milà, on dirigeix la col·lecció "La Corona"

### Obres més significatives[2]
1931: "Piccola borghesia", el seu primer llibre.
1941: Edició en forma de llibre de "Conversazione in Sicilia", amagada sota el títol "Nome e lacrime" i publicada inicialment per entregues a la revista "Letteratura", edició censurada. Hi ha una traducció al català de Maria Aurèlia Capmany.
1941: Publica "Americana" prohibida per la censura.
1945: Uomini e no. El 1980 va ser adaptada al cinema amb el títol de Uomini e no, pel director Valentino Orsini.
1947: "Il Sempione strizza l'occhio al Frejus"
1948: "Garofano Rosso". Inicialment aquesta novel·la va publicar per entregues a la revista "Solaria", entre 1933 i 1935,fet que va provocar el segrest de la revista i la prohibició de publicar l'obra en forma de llibre. Hi ha una traducció al català d'Oriol Rogent. Hi ha una adaptació cinematogràfica amb el mateix títol Il garofano rosso, del 1976 dirigida per Luigi Faccini.Fou exhibida a la secció Nous Directors del Festival Internacional de Cinema de Sant Sebastià 1976.
1949: "Le donne di Messina".
1952: Publica "Sardegna come un'infanza" escrita el 1936.
1954: Dins la revista "Nuovi Argomenti" publica "Erica e i suoi fratelli" amb una introducció d'Alberto Moravia i de d'Alberto Carocci.
1956: "La garibaldina"
1957: "Diario in pubblico", recull dels seus escrits com a crític.
El 1927 gràcies a la seva amistad amb Curzio Malaparte va començar a col·laborar amb el diari "La Stampa" i l'any 1945 va dirigir alguns mesos el diari "L'Unità".

### Com a traductor
Va començar a estudiar l'anglès com a autodidacta en la redacció de "La Nazione "amb l'ajuda del tipògraf Chiari. Ell mai parlà anglès, però va traduir dotzenes de llibres d'autors anglesos i americans.
1930: Tradueix de l'anglès "Robinson Crusoe" de Daniel Defoe.
1933: Tradueix "St. Mawr and Other Stories" de David Herbert Lawrence amb el títol de "Il purasangue".
1935: Tradueix "The Virgin and the Gypsy" (La vergine e lo zingaro) de Lawrence.
També tradueix obres de William Saroyan, William Faulkner, John Steinbeck, i Poe entre d'altres.